# 휴면회사
휴면회사란 매년 변경등기를 하여야 함에도 불구하고 장기간 등기의무를 게을리하고 영업활동을 하지 않는 명목상의 회사를 말한다. 상법은 휴면회사를 그대로 방치하는 경우에 1. 상호선정의 자유를 저해하고 2. 등기사무의 번잡을 초래하고 3. 회사범죄의 유발원인이 되는 등 많은 폐해가 생기므로 휴면회사를 해산한 것으로 본다고 규정하고 있다. (상법 제520조의 2)

## 참고 문헌
- 이철송 (2009년). 《회사법강의(제16판)》. 박영사. ISBN 9788971899687.